# Лужки (Идрица)
Лужки — деревня в Себежском районе Псковской области России. Входит в состав городского поселения Идрица. Малая родина Героя Советского Союза Л. В. Жолудева.

## География
Расположена на северо-восточной окраине посёлка городского типа Идрица.

## История
С 1995 до 2005 года деревня входила в состав ныне упразднённой Идрицкой волости.

## Население
| 2001 | 2002 | 2010 |
| ---- | ---- | ---- |
| 155  | ↗156 | ↘103 |

Численность населения деревни по оценке на начало 2001 года составляла 155 жителей.

## Известные уроженцы
В деревне родился Герой Советского Союза генерал-лейтенант авиации Леонид Жолудев.

## Инфраструктура
Личное подсобное хозяйство.

## Транспорт
Деревня доступна автомобильным транспортом.